# Galeodes gromovi
Galeodes gromovi är en spindeldjursart som beskrevs av Harvey 2002. Galeodes gromovi ingår i släktet Galeodes och familjen Galeodidae. Inga underarter finns listade i Catalogue of Life.